# باتالا

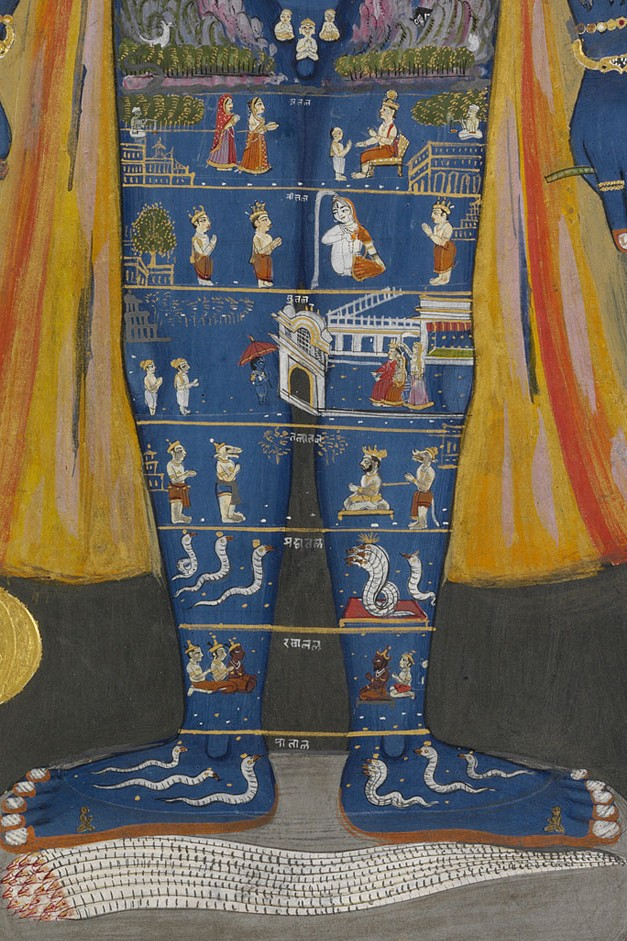
أرجل الإله فيشنو كما تصور بوروشا الأرض وستة عوالم/أقاليم باتالا. تستريح القدمان على الشيشة.

في الديانات الهندية، يشير باتالا (السنسكريتية: पाताल، ما هو تحت القدمين)، إلى عوالم الكون الديماسية - التي تقع تحت البعد الأرضي. غالبًا ما ما تُترجم لفظة باتالا إلى العالم السفلي. توصف باتالا بأنها أجمل من سفارجا (أبعاد لطيفة، وترجمت بشكل فضفاض إلى الجنة). توصف باتالا بأنها مليئة بالمجوهرات النفيسة والبساتين والبحيرات الجميلة. في بوذية فاجرايانا، الكهوف التي يسكنها الأسورات هي مداخل باتالا.
في علم الكونيات الهندوسي، ينقسم الكون إلى ثلاثة عوالم: سفارجا، بريثفي أو مارتيا (مستوى الأرض/ الفاني) وباتالا (الأبعاد الإجمالية، العالم السفلي). تتكون باتالا من سبعة عوالم/أبعاد أو لوكاس، ويسمى الجزء السابع والأدنى منها أيضًا باتالا أو ناجا لوكا، منطقة الناغات. ويعيش فيها أيضًا أعراق وسلالات شيطانية وثعبانية وشبه بشرية كثر.